# Pandarus floridanus
Pandarus floridanus är en kräftdjursart som beskrevs av R. Cressey 1967. Pandarus floridanus ingår i släktet Pandarus och familjen Pandaridae. Inga underarter finns listade i Catalogue of Life.